# Sarah Williams
Sarah Williams (* im Dezember 1837; † 25. April 1868) war eine britische Poetin und Autorin. Zu Lebenszeiten veröffentlichte sie kurze Werke und eine Verssammlung unter den Pseudonymen Sadie und S.A.D.I. Posthum erschienen unter ihrem Geburtsnamen eine zweite Verssammlung und ein Roman.

## Leben und Werk
Williams wuchs in Marylebone, London, auf und lebte nie außerhalb der Stadt. Sie stand ihrem walisischen Vater Robert Williams (ca. 1807–1868) nahe; sein Einfluss bewirkte, dass sie walisische Phrasen und Themen in ihr Werk übernahm und als walisische Poetin galt.
Williams starb 1868 während einer Krebsoperation.
Ihre zweite Verssammlung, Twilight Hours: A Legacy of Verse, wurde nach ihrem Tod 1868 veröffentlicht. Sie umfasst Williams’ bekanntestes Werk, das Gedicht The Old Astronomer, das die letzten Worte eines alten Astronomen zu seinem Schüler zum Gegenstand hat. Die zweite Hälfte des vierten Verses wird oft zitiert und wurde von mehreren Astronomen zum Grabspruch gewählt:

“Though my soul may set in darkness, it will rise in perfect light;
I have loved the stars too fondly to be fearful of the night.”

„Mag auch meine Seele im Dunkeln untergehen, so wird sie sich in vollkommenem Licht wieder erheben.
Ich habe die Sterne zu sehr geliebt, um mich vor der Nacht zu fürchten.“

## Hinweise
1. ↑  Gemäß zeitgenössischen Quellen 1837. Spätere Quellen geben das Geburtsdatum oft falsch als 1841 an, gestützt auf ein Referenzwerk des Jahres 1898. siehe Alfred Henry Miles: The Poets and the Poetry of the Nineteenth Century. Band 7, 1898, S. 573–594 (books.google.de – eingeschränkte Vorschau).